# Жузеп Льїмона

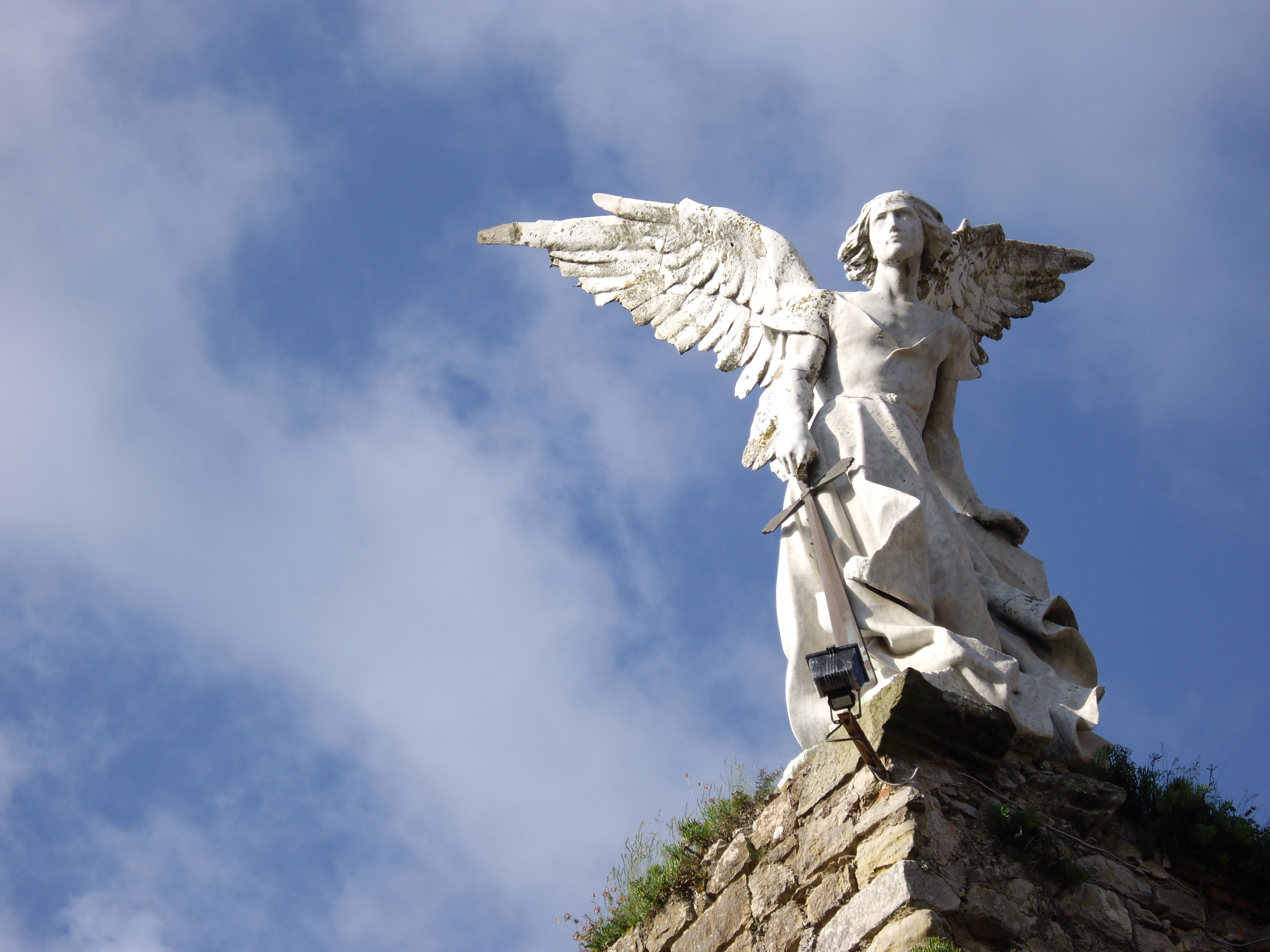
«Янгол-охоронець» (1895) на кладовищі у Комільясі

Жузеп Льїмона-і-Бругера (кат. Josep Llimona i Bruguera; 8 квітня 1864, Барселона — 27 лютого 1934, там само) — іспанський (каталонський) скульптор.
Навчався в Ескола-де-Льоджа. Отримав грант для завершення навчання в Римі з 1880 по 1884 роки. Повернувшись в Барселону, став переконаним членом руху каталонського модерну, і разом зі своїм братом, Жуаном, заснував Асоціацію каталонських художників святого Луки.
Автор понад 100 робіт, серед яких переважно оголені жіночі фігури, в тому числі жіночі фігури у туніці (1895–1909) та релігійні образи (зокрема у 1909–1913). Виконав багато замовлень надгробних скульптур, а також декілька державних пам'ятників. У 1907 році за скульптуру «Розпач» удостоєний почесного призу на 5-й Міжнародній художній виставці в Барселоні. Його роботи були виставлені на міжнародних виставках у Мадриді, Брюсселі та Парижі. Як і більшість каталонських майстрів, виконував багато замовлень для країн Південної Америки. Його роботи зберігаються у Національному музеї мистецтва Каталонії (MNAC) в Барселоні.